# Boletus frostii
Espèce
Boletus frostii est une espèce de champignons basidiomycètes qui fait partie du genre Boletus dans la famille des Boletaceae.
On le trouve en abondance en juillet dans des bois de feuillus clairsemés dans le centre du Mexique.

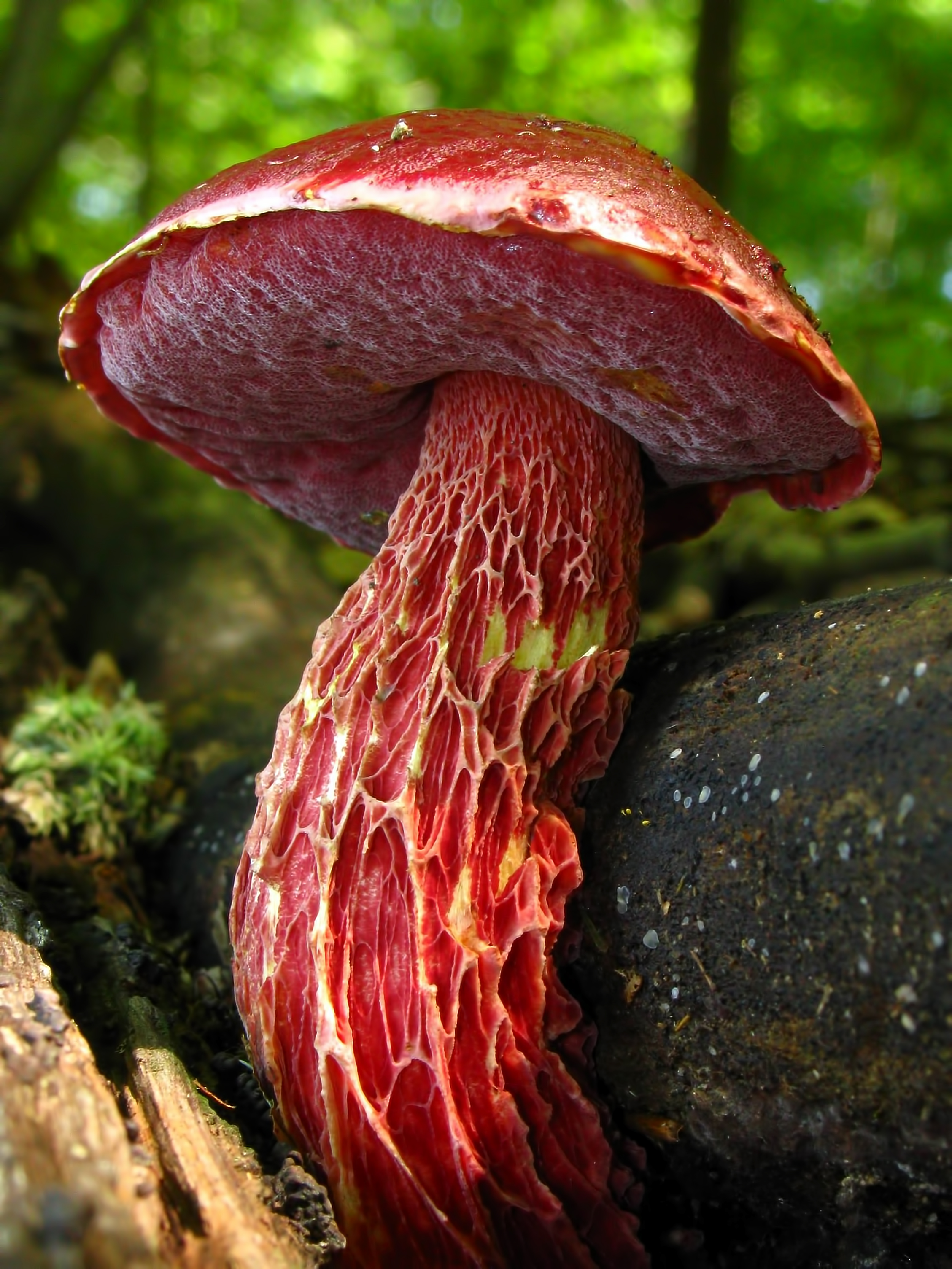
Boletus frostii